# Viktor Vekselberg
Viktor Felixovič Vekselberg (* 14. dubna 1957 Drohobyč, Ukrajina, Sovětský svaz) je ruský podnikatel a manažer, předseda představenstva společnosti RUSAL a předseda představenstva ZAO Renova. 

## Život
Vekselberg je částečně židovského původu, narodil se židovskému otci a ruské matce.
Jeho majetek je odhadován na 12,4 miliard dolarů, což znamená osmé místo v pořadí majetku ruských podnikatelů na počátku roku 2012 a 64. místo na celém světě (podle časopisu Forbes). Je významným podnikatelem ve výrobě hliníku nejen v Rusku, ale v celosvětovém měřítku. Dále podniká ve výrobě titanu, v těžbě ropy a zemního plynu v Rusku a má také značné aktivity ve Švýcarsku, mj. ve strojírenství (firma OC Oerlikon).
V únoru 2004 koupil Vekselberg kolekci 11 Fabergého vajec z majetku americké rodiny Forbes v londýnském dražebním domě Sotheby's za odhadem 90 až 120 milionů dolarů a převezl je zpět do Ruska.
V dubnu 2018 byl přiřazen na sankční seznamy vytvořené americkou vládou za účelem potrestání ruských občanů a institucí, které mají údajně blízké vazby na prezidenta Putina a/nebo se údajně podílely na kybernetických útocích na americké prezidentské volby. V důsledku sankcí se některé Vekselbergovy společnosti v zahraničí, včetně české firmy Safina, dostaly do vážných problémů.
Od té doby firma několikrát změnila majitele, ale podle českých médií jsou všichni spojeni s Vekselbergem.    
V únoru 2022 vyhrál Viktor Vekselberg soudní spor se švýcarskou bankou PostFinance (finanční divize Swiss Post). Podle rozhodnutí soudu je banka, která uzavřela Vekselbergovy účty poté, co na miliardáře uvalily sankce USA, povinna obnovit jejich obsluhu a vztahy se zákazníkem.
11. března 2022 byl Vekselberg zařazen na nový americký sankční seznam "proti kremelské elitě, vůdcům, oligarchům a jejich rodinám za podporu Putinovy války proti Ukrajině". Americké ministerstvo financí rovněž uvedlo, že zablokovalo jachtu jménem Tango a osobní letadlo s číslem letu P4-MIS, které jsou podle něj "spojeny" s majitelem skupiny Renova, miliardářem Viktorem Vekselbergem. 
Dokud žil v Rusku, přátelil se s Leonardem „Lenem“ Blavatnikem, v současnosti majitelem hudební společnosti Warner Music Group.